# Pratt & Whitney T73
Le Pratt & Whitney T73 (désignation de la compagnie JFTD12) est un turbomoteur américain, conçu par le constructeur Pratt & Whitney.
Basé sur le Pratt & Whitney J60 et produisant une puissance de plus de 4 000 ch, Le T73 a propulsé les hélicoptères de transport lourds Sikorsky CH-54 Tarhe et propulse toujours leurs équivalents civils, les grues volantes S-64 Skycrane et Erickson Air-Crane. Les versions pour utilisations navales sont connues sous la désignation de FT12.
Le T73 a été vendu à 352 exemplaires.

## Caractéristiques
Le T73 est un turbomoteur très simple de conception, avec un compresseur axial à 9 étages entraîné par une turbine à 2 étages, les deux étant séparés par une chambre de combustion annulaire regroupant 8 tubes à flamme. Derrière la turbine du « générateur de gaz » se trouve la turbine libre à 2 étages entraînant l'arbre de sortie relié aux engrenages entraînant le rotor de l'hélicoptère. Les gaz brûlés sont évacués vers le côté par une tuyère de forme coudée, qui laisse sortir l'arbre de transmission en son milieu.

## Versions
- T73-P-1 : Version militaire de base, produisant une puissance maximale au décollage de 4 500 ch (3 355 kW) et une puissance maximale continue de 4 000 ch (2 982 kW)[4]. Ce moteur a équipé les CH-54A et les YCH-54A de préproduction[1] ;
- T73-P-700 : Version militaire à la puissance majorée, dotée de composants internes améliorés. Le moteur a une puissance maximale au décollage de 4 800 ch (3 579 kW)[1],[4] et une puissance maximale continue de 4 430 ch (3 303 kW). Il a équipé le CH-54B[1] ;
- JFTD12A-4A : Équivalent civil du T73-P-1[4], équipant le S-64 Skycrane. Il produit une puissance de 4 050 ch (3 020 kW)[1] ;
- JFTD12A-5A : Équivalent civil du T73-P-700[4].

## Applications

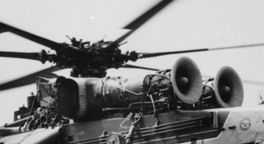
Deux T73 sur un Sikorsky CH-54 Tarhe.

- Sikorsky CH-54 Tarhe (T73)
- Sikorsky S-64 Skycrane (JTFD12)
- Erickson S-64 Air-Crane (JTFD12)